# Buan, Wales
Buan är en community i Storbritannien.   Den ligger i kommunen Gwynedd och riksdelen Wales, i den sydvästra delen av landet, 300 km nordväst om huvudstaden London.
Den omfattar byarna Boduan och Rhydyclafdy samt omgivande landsbygd.